# Legaltech
 Der er for få eller ingen kildehenvisninger i denne artikel, hvilket er et problem. Du kan hjælpe ved at angive troværdige kilder til de påstande, som fremføres i artiklen.

Legaltech beskriver teknologier, hovedsagligt software, som arbejder med behandling af data ifm. juridiske processer eller compliance processer. I overført forstand kan det også beskrives ved at man kombinerer jura med teknologi.
Systemer i LegalTech bliver ofte leveret til slutkunden som Software as a Service (SaaS).
Derudover ser man os anvendelsen af AI (artificial intelligence), Machine Learning og andre teknologiske metoder ifm. udviklingen af automatisering og forecast i de respektive systemer.

## Områder
- Juridisk sagsbehandling
- Compliance håndtering
- Dokumenthåndtering- og udarbejdelse
- Kontraktstyring
- Research
- Formidling

Den nuværende tendens i LegalTech-branchen er at udarbejde værktøjer og software, som forbinder klienter med advokatbranchen, at lave software hvor klient ikke længere har brug for en advokat i sin oprindelige form - det ses blandt andet ved diverse Legaltech-firmaer som laver kontraktudarbejdelse via software, platforme som forbinder klienten med en freelancer-advokat eller juridiske firmaer som tager sig af den juridiske sagsbehandling via software.